# Penkimia
Penkimia là một chi thực vật có hoa trong họ Lan.